# James Farmer
James Leonard Farmer Jr. (Marshall, 12 de enero de 1920 - Fredericksburg, 9 de julio de 1999) fue un activista estadounidense.

## Carrera
Farmer es reconocido por haber liderado el Movimiento por los Derechos Civiles "que impulsó la protesta no violenta para desmantelar la segregación y sirvió junto a Martin Luther King". Fue el gestor y organizador del primer Viaje por la Libertad en 1961, que finalmente condujo a la desegregación del transporte interestatal en los Estados Unidos.
En 1942, Farmer cofundó el Comité de Igualdad Racial en Chicago junto con George Houser, James R. Robinson, Samuel E. Riley, Bernice Fisher, Homer Jack y Joe Guinn. Más tarde cambió su nombre a Congreso de Igualdad Racial (CORE) y se dedicó a poner fin a la segregación racial en los Estados Unidos a través de la no violencia. Fue el presidente nacional del congreso entre 1942 y 1944.
En la década de 1960 fue reconocido como "uno de los cuatro grandes líderes de los derechos civiles en la década de 1960, junto con King, el jefe de la NAACP Roy Wilkins y el jefe de la Liga Urbana Whitney Young". Falleció el 9 de julio de 1999 por complicaciones con diabetes en Fredericksburg, Virginia.